# Куликов, Афанасий Ефремович
Афанасий Ефремович Куликов (11 января 1884, д. Исаково, Калужская губерния — 15 марта 1949, Малоярославец, Калужская область) — русский и советский живописец, график, иллюстратор, художник театра, монументалист. Создатель школы советского лубка. Член союза художников первого состава.

## Биография

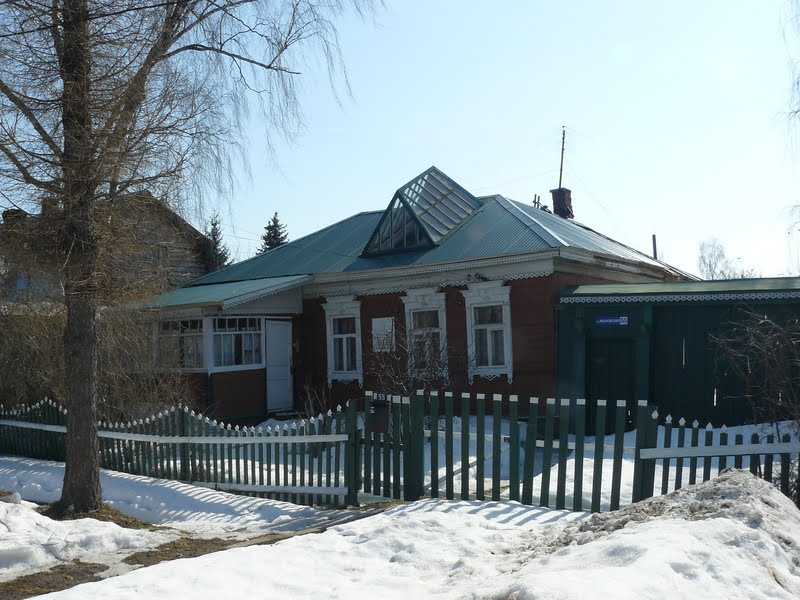
Дом, в котором в 1914—1949 гг. жил художник А. Е. Куликов.

Афанасий Ефремович Куликов родился в 1884 году в д. Исаково (ныне — Малоярославецкого района Калужской области) в бедной крестьянской семье.
Отец — Ефрем Климов (бедный крестьянин, играл на гармонике, чинил часы, читал по усопшим Псалтырь), мать — Мария Матвеева (слыла по деревням «повитухой и знахаркой»).
С 12 лет работал учеником на ткацкой фабрике в Москве, затем в магазине купца Мясникова на Остоженке и в иконописной мастерской в Марьиной Роще.
В 1903 году посещал художественную студию А. П. Большакова.
В 1906—1912 обучался в Московском училище живописи, ваяния и зодчества. Его учителями были такие известные художники как А. М. Корин, В. А. Серов, А. Е. Архипов.
В 1915 году приезжает в г. Малоярославец, где и поселяется вместе с семьей.
В 1917 году призван в армию, рядовым в пехотный полк. Несмотря на службу в армии, в 1917 году в журнале «Путь освобождения» публикует свои первые лубки. Культотдел Московского Совета солдатских депутатов выпускает серию цветных литографий А. Е. Куликова. Он участвует в выставке объединения «Мир искусства».
В 1918 году Афанасий Ефремович демобилизуется и устраивается на работу в Московский пролеткульт оформителем агитвагонов.
В начале 1920-х годов оформляется в Малоярославецкий уездный отдел народного образования, где работает в школе II ступени, а также театральным художником и даже актёром в железнодорожном нардоме.
В 1920—1930-х годах выполняет по заказу Госиздата лубки, календарные стенки, а также иллюстрирует детские книжки, расписывает подносы, шкатулки, лаковую миниатюру для Музея кустарно-художественной промышленности.
В 1926 году, участвует в выставке Ассоциации художников революционной России в Москве. Являлся членом обществ «Жар-Цвет» (1928—1929), ССХ (1931), МОССХ (1932).
С 1930 года член Союза советских художников. Принимает участие в работе над диорамой «Бой у Чонгарского моста» — частью панорамы «Штурм Перекопа», совместно с художниками студии М. Б. Грекова.
Оформлял павильон «Москва» на Всесоюзной сельскохозяйственной выставке 1939 года.
Во время Великой Отечественной войны, пишет картину «Город занят немцами», которую приобретает Третьяковская галерея для Всесоюзной выставки художников.
После войны, увлекается исторической живописью, исполняет большой графический цикл на темы русского фольклора. Автор ряда станковых картины на исторические темы: «Александр Невский» (1949) и др. В 1947 году по госзаказу поновлял росписи Елоховского собора.
Скончался в 1949 году в г. Малоярославце Калужской области.

## Образование
- московская иконописная школа (1903—1906 гг.);
- московское училище живописи, ваяния и зодчества (1906—1913 гг.)

## Выставки
- произведения Куликова экспонировались в Москве, Ленинграде, Калуге, Малоярославце, Обнинске, а также за рубежом (в Париже, Кёльне, Монце-Милано).

## Интересные факты
- картины А. Е. Куликова приобретены Третьяковской галереей и рядом музеев страны;
- в 1978 году появился каталог персональной выставки А. Е. Куликова в Москве